# Cierzo

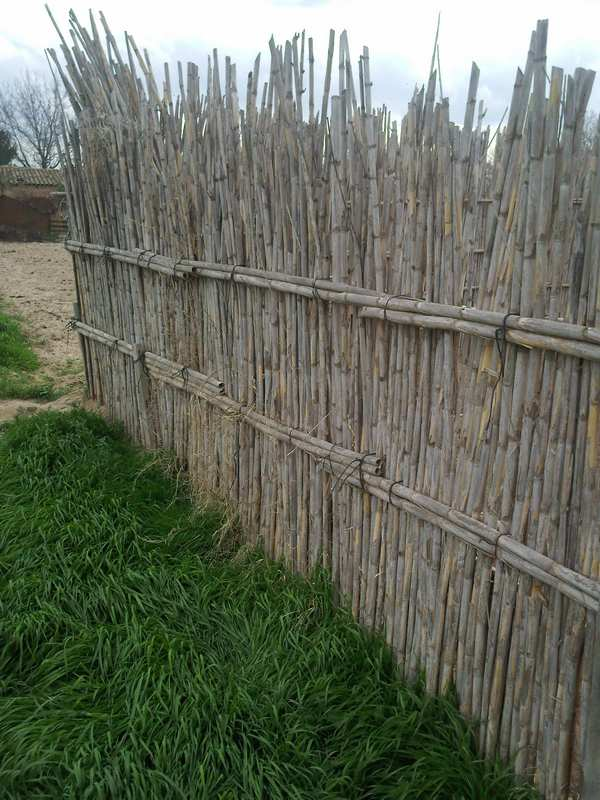
Bardo construido con cañas para proteger los cultivos del cierzo.

El cierzo (del latín cercius, por circius) es el viento de componente noroeste en la parte septentrional española. En Aragón, en la Ribera de Navarra, La Rioja y en Castilla y León. Es un fuerte viento fresco y seco debido a la diferencia de presión entre el mar Cantábrico y el mar Mediterráneo.

## Descripción
Es un viento muy frecuente en el valle del Ebro, y se puede presentar en cualquier mes del año. En el centro del valle pueden darse ráfagas de 100 km/h. La máxima observada, según los datos disponibles, fue de 160 km/h en julio de 1954.
Floristán Samanes (1978) señaló que era un viento de características similares a la tramontana
(Ampurdán), al mistral (valle del Ródano) y al bora (Balcanes), puesto que es desapacible, frío en invierno y aporta frescor en verano y se produce debido al contraste atmosférico con bajas presiones del Mediterráneo.
Ya Catón el Censor (s. II a. C.) se refiere en sus crónicas a este viento cercio de la Hispania Citerior, que era capaz de derribar a un hombre armado o carretas cargadas. Aulo Gelio lo denomina circius, que provendría del ibérico cercius.
El cierzo condiciona la vida del valle del Ebro porque es un viento desecante y las plantas deben luchar contra la sequedad que el cierzo produce en el clima. Igualmente, los agricultores deben proteger sus cultivos de huerta con barreras de cañas o plantaciones de árboles, que se denominan pareteras de caña, enramadas, abrigaños o bardos. Sin embargo, también puede tener efectos beneficiosos para la agricultura al dificultar el desarrollo de ciertas plagas.

## En Zaragoza

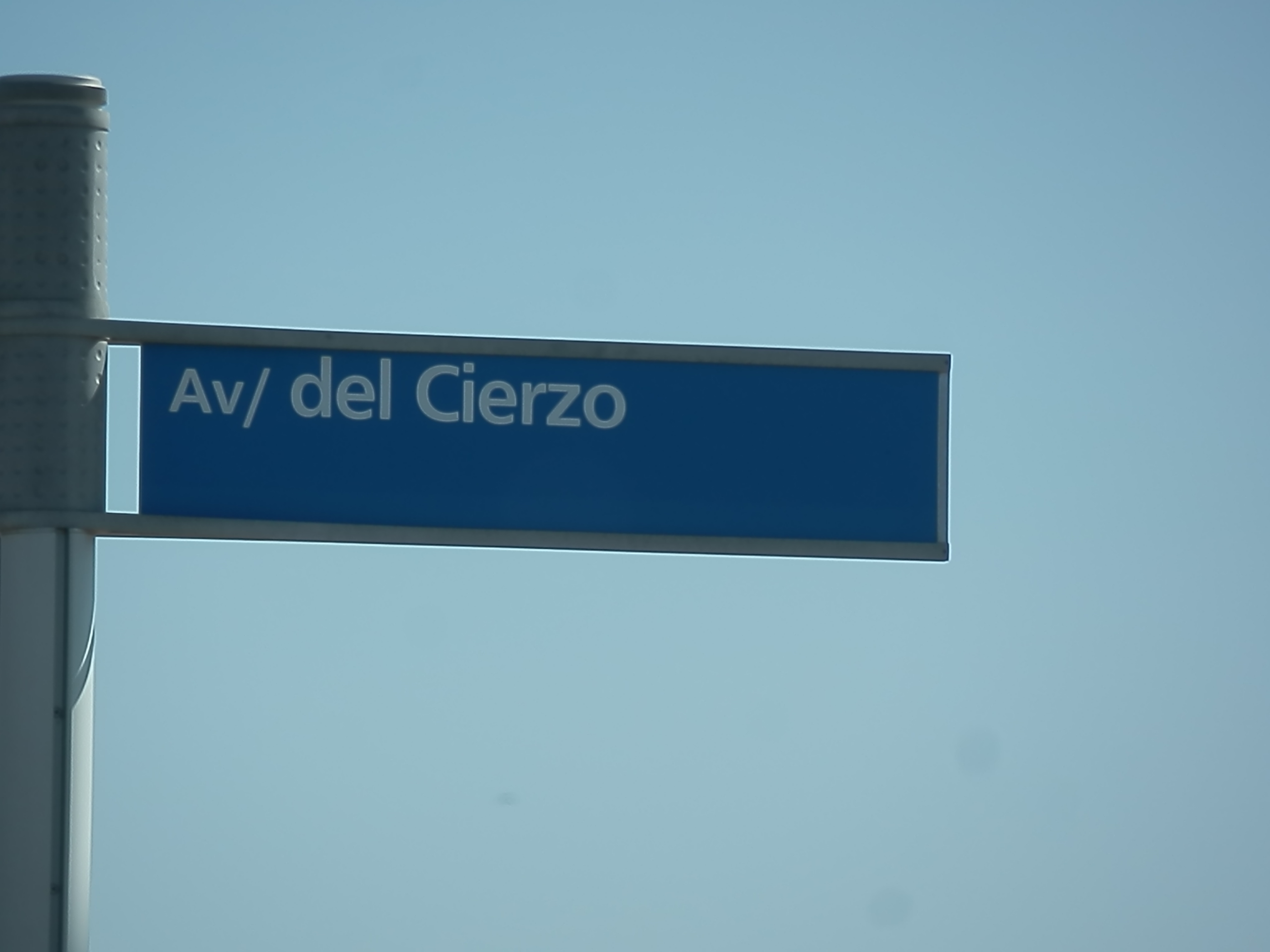
Placa de la avenida del Cierzo en Zaragoza.

El viento sopla de forma continuada e intensa en Zaragoza. Las calmas suponen un 13,5% anual. Su velocidad media es de 19 km/h, de dirección dominante NW (cierzo) y SE (bochorno).
La velocidad es particularmente alta durante el invierno y la primavera. 
En un 60% de las ocasiones el viento se observa con una velocidad superior a los 12 km/h., velocidad umbral a partir de la que los efectos comienzan a ser más perjudiciales que beneficiosos.
Un 43% de las ocasiones sopla con una velocidad superior a los 20 km/h y en un 16% supera los 30 km/h.
Se registran rachas máximas con velocidades de más de 100 km/h. El viento presenta, en Zaragoza, importantes perjuicios fisiológicos y mecánicos para las plantas y los cultivos.
El 1 de julio de 2018 se registró una racha con dirección 190 (suroeste) de 135 km/h en el observatorio del aeropuerto de Zaragoza, como racha máxima alcanzada en el periodo de recogida de datos desde 1943.
Tal es la fama de este viento en la ciudad que Eugenio d’Ors llamó a Zaragoza la novia del viento.
Incluso en el callejero de Zaragoza este fenómeno meteorológico tiene una avenida dedicada en la ciudad.